# Friedrich Schelling
Friedrich Wilhelm Joseph (von) Schelling (Leonberg, Wurtemberg, 27 de enero de 1775-Bad Ragaz, Suiza, 20 de agosto de 1854) fue un filósofo alemán, uno de los máximos exponentes del idealismo y de la tendencia romántica alemana.

## Biografía
Schelling nació el 27 de enero de 1775 en la ciudad de Leonberg, Ducado de Wurtemberg (actual Baden-Wurtemberg), hijo de Joseph Friedrich Schelling (1732-1812) y Gottliebin Marie Cleß (nacida Cleß, 1746-1818). Su padre, un pastor protestante —profesión arraigada en la familia Schelling—, gozaba de cierto renombre, ya que había realizado escritos sobre teología y poseía una gran cultura y profundos conocimientos de las lenguas semíticas. A los ocho años comienza a aprender letras clásicas. Su precoz madurez intelectual causa admiración a sus profesores. En 1777, Joseph Friedrich Schelling se convierte en el monasterio de Bebenhausen en predicador y pastor del Seminario Superior. En este lugar es donde inicia sus primeros estudios el primogénito de los Schelling, Friedrich Wilhelm Joseph, y los cursa brillantemente, con una anticipación de dos años con respecto a los demás compañeros, y donde conoció a Friedrich Hölderlin, que era cinco años mayor que él. Posteriormente asistió a la escuela monástica de Bebenhausen, cerca de Tubinga, donde su padre era capellán y profesor de Orientalista. El 18 de octubre de 1790, a la edad de 15 años, se le concedió permiso para matricularse en el Tübinger Stift (seminario de la Iglesia Evangélico-Luterana de Wurttemberg), a pesar de que no había alcanzado aún la edad normal de matrícula de 20 años. En el Stift compartió habitación con Hegel y Hölderlin, y los tres se hicieron buenos amigos.
Schelling estudió a los Padres de la Iglesia y a los Filósofos griegos antiguos. Su interés pasó gradualmente de la teología luterana a la filosofía. En 1792, se graduó con su tesis, titulada Antiquissimi de prima malorum humanorum origine philosophematis Génesis III. explicandi tentamen criticum et philosophicum (Un intento de explicación crítica y filosófica de los más antiguos filosofemas de Génesis III sobre el primer origen de la maldad humana), y en 1795 terminó su tesis doctoral, titulada De Marcione Paulinarum epistolarum emendatore (Sobre Marción como emendador de las cartas paulinas) bajo la dirección de Gottlob Christian Storr. Mientras tanto, había empezado a estudiar a Kant y Fichte, que le influyeron mucho. Representativo de la primera época de Schelling es también una discusión entre él y el escritor filosófico de, compañero de casa de Fichte en aquella época, en cartas y en el Diario de Fichte (1796/97) sobre la interacción, la pragmática y Leibniz. 

En 1797, mientras ejercía de tutor de dos jóvenes de una familia aristocrática, visitó Leipzig como su acompañante y tuvo la oportunidad de asistir a conferencias en la Universidad de Leipzig, donde quedó fascinado por los estudios físicos contemporáneos, incluyendo la química y la biología. También fue a Dresde, donde vio las colecciones del Elector de Sajonia, a las que se refirió más tarde en su pensamiento sobre el arte. A nivel personal, en esta visita a Dresde de seis semanas de duración a partir de agosto de 1797 Schelling pudo conocer a los hermanos August Wilhelm Schlegel y Karl Friedrich Schlegel y a su futura esposa Caroline (entonces casada con August Wilhelm), así como a Novalis.

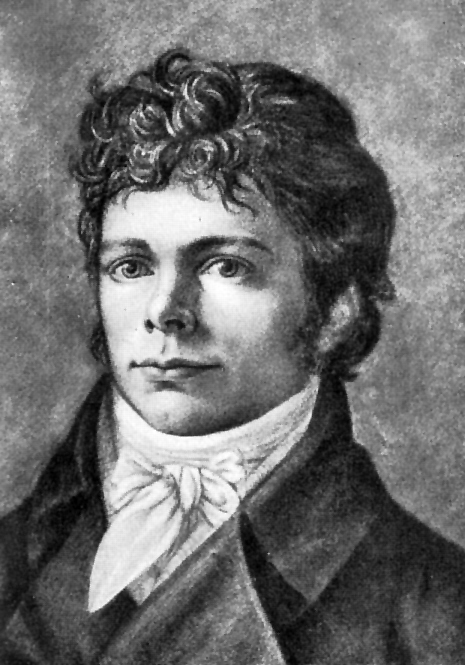
Friedrich Wilhelm Schelling, pintura de Christian Friedrich Tieck, 1800.

 Esa breve estancia en Dresde y Leipzig (1795) le introduce en el círculo del primer romanticismo, y experimenta un sentimiento romántico a favor de la naturaleza; además realiza estudios de matemáticas, ciencias y medicina. En este mismo año pasa una temporada con su familia y toma la decisión de dejar el seminario, de la misma manera que sus compañeros y amigos Hegel y Hölderlin. También se orienta hacia el estudio del derecho y de las ciencias naturales. Reside generalmente en Leipzig, pero empieza a entablar relaciones en Jena, en esa época la patria de los intelectuales alemanes. En 1795 publica Del Yo como principio de la filosofía o sobre lo incondicionado en el saber humano, el escrito más destacado de la fase inicial de su filosofía, donde, claramente influido por Fichte, aborda la búsqueda de un primer principio incondicionado del saber humano que encontrará en el Yo absoluto. Ese mismo año también ven la luz sus Cartas filosóficas sobre dogmatismo y criticismo.
Su reputación empieza a crecer, pues había llamado la atención gracias a sus primeras obras publicadas a partir de 1792, y a propuesta de Fichte («Schelling veía en él al adalid de la causa de la libertad y al que había llevado a su perfeccionamiento la filosofía kantiana, y consideraba que era el campeón de la lucha contra la corrupción del verdadero espíritu crítico, que se había llevado a cabo en los ambientes dogmáticos de Tubinga») y de Goethe, fue nombrado profesor en la Universidad de Jena. Al año siguiente Fichte abandona Jena a causa de una acusación de ateísmo realizada en su contra, y Schelling lo sustituye; a los 23 años toma posesión de la cátedra de Filosofía en la ciudad intelectual más importante del momento: Jena. En esa época Schelling se enamora de Caroline Schlegel (esposa de A. W. Schlegel), doce años mayor que él, y entabla amistad con Schiller y Goethe. Con ella, gran intelectual también, terminará casándose y abrirá un importante salón en Jena. Caroline le ayudó a corregir sus escritos y a preparar sus ediciones y las de sus amigos y convirtió a su salón en el corazón intelectual de Jena.

### Apogeo

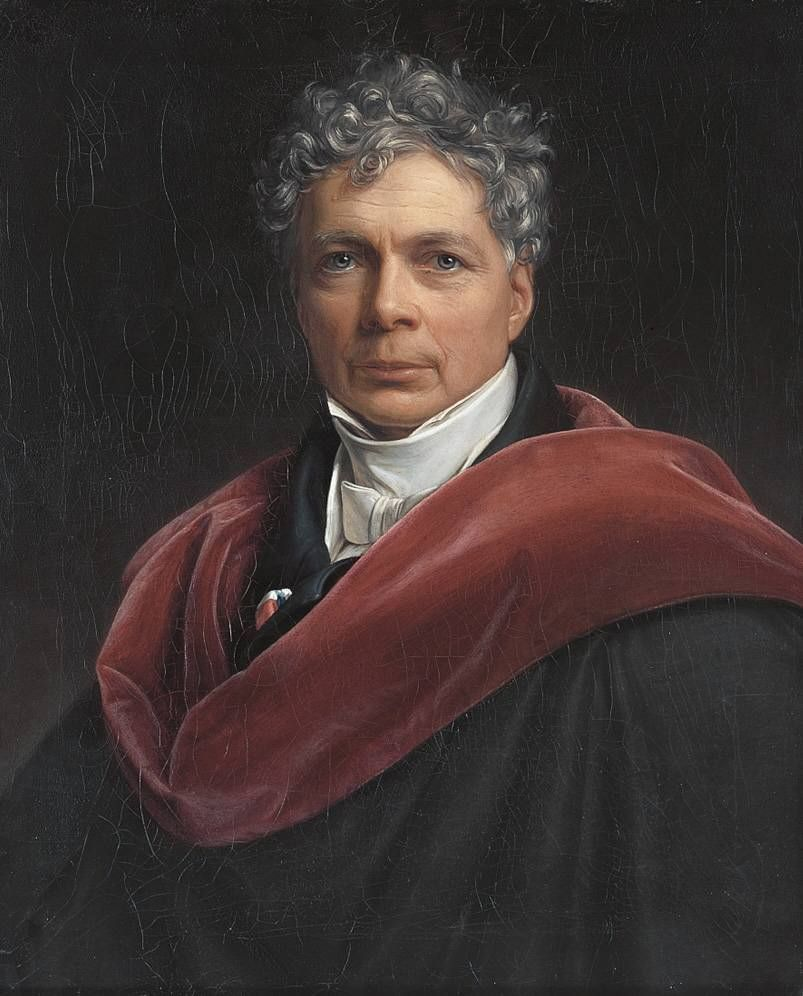
Retrato de Schelling de 1835

En 1800 publicó Schelling el Sistema del idealismo trascendental, donde se materializa un giro crucial en su pensamiento, ya que se aparta abiertamente del idealismo subjetivo de Fichte y se decanta por un idealismo objetivo. Ahora cambia de perspectiva y pone el énfasis, no ya en la naturaleza, sino en el Yo. Esta obra es considerada como la más sistemática y acabada de su primera producción filosófica. Después, en poco tiempo, cambió otra vez de etapa y desarrolló lo que se denominará la filosofía de la identidad, en donde «el énfasis que antes se había puesto en la naturaleza y en el yo, respectivamente, se pone ahora en un absoluto indiferenciado, raíz común de ambos».
En enero de 1801 le llegó una ayuda en su carrera intelectual en la persona de su antiguo compañero Hegel, con quien editó el Diario crítico de filosofía. En 1802 publicó Bruno o sobre el principio divino y natural de las cosas. Un diálogo, uno de sus trabajos centrales de la fase conocida como de la identidad. Desde 1798 hasta 1803 se lleva a cabo su maduración intelectual, «en la que Schelling se dedica a introducir la naturaleza en el idealismo subjetivo fichteano».
En junio de 1803 se casó con Caroline Schlegel tras haberse divorciado esta de su anterior marido. Schelling continuó con sus estudios de ciencias naturales, y en la Universidad de Landshut se graduó en medicina ese mismo año. En 1806 Schelling fue llamado a Múnich, donde Maximiliano I había fundado la Academia de Ciencias de Múnich, en la que entró como miembro y después secretario, creando enseguida una Academia de Bellas Artes, de la que Schelling fue secretario perpetuo.
En septiembre de 1809 murió Caroline de disentería. A consecuencia de la muerte de su esposa, Schelling cambió sus ideas fundamentales, rompió gradualmente con el idealismo y abrió su pensamiento al problema de la libertad y un nuevo punto de vista filosófico-teológico, con su libro Investigaciones filosóficas sobre la esencia de la libertad humana y los objetos con ella relacionados, considerado por muchos como su escrito más relevante e influyente. La publicación de esta obra dio lugar a una polémica epistolar con Eschenmayer, autor con el que ya había polemizado anteriormente. A partir de ese año, clave en su vida y en su evolución intelectual, Schelling inició un largo periodo de silencio editorial, que no de escritura y reflexión, que se prolongó hasta su muerte y que solo se vio roto por la publicación de textos de escasa relevancia.
Entre 1811 y 1815 redactó tres versiones de Las edades del mundo (Die Weltalter), escrito que debía constar de tres libros: el pasado, el presente y el futuro. Schelling solo llegó a escribir el primero. Esta obra es considerada por muchos como su texto más difícil y enigmático, uno de sus libros más oscuros, pero también de los más profundos y fascinantes.
Tres años después, en 1812, volvió a casarse (con muchas reticencias a causa del dolor que le ocasionó la muerte de Caroline), ahora con Paulina Gotter. En 1820 salió de Múnich hacia Erlangen, donde se dedicó a dar lecciones públicas durante casi siete años. En 1827 regresó a Múnich para dar clases en la nueva Universidad, donde antes se encontraba la de Landshut. En esta ciudad fue alabado por el rey de Baviera Luis I, quien lo nombró «presidente de la Academia, conservador de colecciones públicas y consejero privado; el rey también le ennobleció con el título de Von Schelling».

### Postrimerías
En 1841 es llamado por el rey Federico Guillermo IV de Prusia para que vaya a Berlín a ocupar la cátedra que había sido de Hegel, fallecido diez años antes. Se le había llamado para combatir precisamente a Hegel y su panteísmo. En este momento da sus lecciones sobre la Filosofía de la mitología y la Filosofía de la religión. En estas conferencias, entre sus oyentes se encuentran tres jóvenes que llegarían a ser muy importantes: Sören Kierkegaard (quien dijo que Schelling decía "tonterías bastante insufribles" y se quejaba de que no terminaba sus conferencias a tiempo), Mijaíl Bakunin (quien las llamaba "interesantes pero bastante insignificantes") y Friedrich Engels (quien, como partidario de Hegel, se ocupó de «proteger la tumba del gran hombre de los abusos»), sin mencionar a todo el medio intelectual más importante de Berlín. Continúa con la enseñanza hasta 1845. Sus últimos años transcurren en Berlín, en medio de un olvido creciente, entre el cuidado de sus enfermedades, los consuelos familiares, las sesiones académicas y la preparación dificultosa de la filosofía racional, destinada a coronar el edificio del sistema. Muere el 20 de agosto de 1854 en Ragaz, Suiza.

## Etapas de su filosofía
La primera de ellas, que correspondería a su juventud influida por Fichte, estaría en torno a 1795, año en que publica Del Yo como principio de la filosofía o Sobre lo incondicionado en el saber humano (Vom Ich als Princip der Philosophie oder über das Unbedingte im menschlichen Wissen), probablemente el escrito más relevante de esta fase inicial de su producción filosófica. 
Distinguiríamos, además, una segunda etapa, donde su interés se centra en la filosofía de la naturaleza y que se inicia alrededor de 1796, cuando se traslada a estudiar a la Universidad de Leipzig. 
En 1800, se sitúa el periodo donde expone su filosofía trascendental y cuya obra representativa es el Sistema del idealismo trascendental (System des transzendentalen Idealismus), uno de sus ensayos más importantes y logrados, tanto en la forma como en el contenido. 
Posteriormente, vendría la fase llamada de la identidad, que llegaría hasta 1809, fecha en la que se inicia una época conocida como de la libertad, y cuyo texto paradigmático son las Investigaciones filosóficas sobre la esencia de la libertad humana y los objetos con ella relacionados (Philosophische Untersuchungen über das Wesen der menschlichen Freiheit und die damit zusammenhängenden Gegenstände). 
Finalmente, podríamos hablar de dos fases más: la primera de ellas la situaríamos en los años donde se redactan las diversas versiones de Las edades del mundo (Die Weltalter) (1811-1815) y la segunda estaría dominada por la distinción entre filosofía positiva y filosofía negativa, llegando hasta 1854, año de la muerte de este pensador.

## Obras
En 1793, Schelling colaboró en la revista Memorabilien de Heinrich Eberhard Gottlob Paulus. Su disertación de 1795 fue De Marcione Paullinarum epistolarum emendatore (Sobre Marción como emendador de las cartas paulinas). En 1794, Schelling publicó una exposición del pensamiento de Fichte titulada Ueber die Möglichkeit einer Form der Philosophie überhaupt (Sobre la posibilidad de una forma de filosofía en general). Este trabajo fue reconocido por el propio Fichte e inmediatamente le valió a Schelling una reputación entre los filósofos. Su obra más elaborada, Vom Ich als Prinzip der Philosophie, oder über das Unbedingte im menschlichen Wissen (Sobre el yo como principio de la filosofía, o sobre lo incondicionado en el conocimiento humano, 1795), aunque se mantuvo dentro de los límites del idealismo fichteano, mostró tendencia a dar al método fichteano una aplicación más objetiva, y a amalgamar con él los puntos de vista de Spinoza. Contribuyó con artículos y reseñas al Philosophisches Journal de Fichte y Friedrich Immanuel Niethammer, y se dedicó al estudio de la ciencia física y médica. En 1795 Schelling publicó Philosophische Briefe über Dogmatismus und Kritizismus (Cartas filosóficas sobre el dogmatismo y la crítica), consistente en 10 cartas dirigidas a un interlocutor desconocido que presentaban tanto una defensa como una crítica del sistema kantiano.
Entre 1796/97, se escribió un manuscrito seminal ahora conocido como Das älteste Systemprogramm des deutschen Idealismus («El más antiguo programa sistemático del idealismo alemán»). Se conserva de puño y letra de Hegel. Publicado por primera vez en 1916 por Franz Rosenzweig, fue atribuido a Schelling. También se ha afirmado que Hegel o Hölderlin fueron sus autores.
En 1797, Schelling publicó el ensayo Neue Deduction des Naturrechts (Nueva deducción del derecho natural), que anticipaba el tratamiento del tema por Fichte en Grundlage des Naturrechts (Fundamentos del derecho natural). Sus estudios sobre la ciencia física dieron fruto en Ideen zu einer Philosophie der Natur (Ideas sobre una filosofía de la naturaleza, 1797), y en el tratado Von der Weltseele (Sobre el Alma del mundo, 1798). En Ideen Schelling se refirió a Leibniz y citó su Monadología'. Tenía en alta estima a Leibniz por su visión de la naturaleza durante su periodo de filosofía natural.
En 1800, Schelling publicó System des transcendentalen Idealismus ('Sistema del Idealismo Trascendental). En este libro Schelling describía la filosofía trascendental y la filosofía de la naturaleza como complementarias entre sí. Fichte reaccionó afirmando que el argumento de Schelling no era sólido: en la teoría de Fichte, la naturaleza como No-Sí (Nicht-Ich = objeto) no podía ser objeto de la filosofía, cuyo contenido esencial es la actividad subjetiva del intelecto humano. La brecha se hizo irrecuperable en 1801, después de que Schelling publicara Darstellung des Systems meiner Philosophie («Presentación de mi sistema de filosofía»). Fichte pensó que este título era absurdo ya que, en su opinión, la filosofía no podía personalizarse. Además, en este libro Schelling expresó públicamente su estimación de Spinoza, cuya obra Fichte había repudiado por dogmatismo, y declaró que la naturaleza y el espíritu sólo difieren en su cantidad, pero son esencialmente idénticos. Según Schelling, lo absoluto era la indiferencia a la identidad, que consideraba un tema filosófico esencial.
Los «Aphorismen über die Naturphilosophie» («Aforismos sobre la Filosofía de la Naturaleza»), publicados en el Jahrbücher der Medicin als Wissenschaft (1805-1808), son en su mayor parte extractos de las conferencias de Würzburg, y el Denkmal der Schrift von den göttlichen Dingen des Herrn Jacobi ("Monumento a la Escritura de las Cosas Divinas de Mr. Jacobi") fue una respuesta a un ataque de Jacobi (ambos se acusaron mutuamente de ateísmo). Una obra de importancia es Philosophische Untersuchungen über das Wesen der menschlichen Freiheit und die damit zusammenhängenden Gegenstände (Investigaciones filosóficas sobre la esencia de la libertad humana) de 1809, que desarrolla, con creciente misticismo, ideas de la obra de 1804 Philosophie und Religion (Filosofía y Religión). Sin embargo, en un cambio con respecto al período de Jena, el mal no es una apariencia procedente de diferencias cuantitativas entre lo real y lo ideal, sino que es algo sustancial. Esta obra parafraseaba claramente la distinción de Kant entre carácter inteligible y empírico. El propio Schelling llamó a la libertad «capacidad para el bien y el mal».

El ensayo de 1815 Ueber die Gottheiten zu Samothrake («Sobre las divinidades de Samotracia») formaba parte ostensiblemente de una obra mayor, Weltalter («Las edades del mundo»), anunciada con frecuencia como lista para su publicación, pero de la que se escribió muy poco. Schelling planeó Weltalter como un libro en tres partes, describiendo el pasado, el presente y el futuro del mundo; sin embargo, comenzó sólo la primera parte, reescribiéndola varias veces y, finalmente, manteniéndola inédita. Las otras dos partes quedaron sólo en proyecto. Christopher John Murray describe la obra como sigue:
Partiendo de la premisa de que la filosofía no puede explicar en última instancia la existencia, fusiona las filosofías anteriores de la Naturaleza y la identidad con su recién descubierta creencia en un conflicto fundamental entre un oscuro principio inconsciente y un principio consciente en Dios. Dios hace inteligible el universo relacionándolo con el fundamento de lo real pero, en la medida en que la naturaleza no es una inteligencia completa, lo real existe como una carencia dentro de lo ideal y no como reflejo de lo ideal mismo. Las tres edades universales -distintas sólo para nosotros, pero no en el Dios eterno- comprenden, por tanto, un principio en el que el principio de Dios ante Dios es la voluntad divina esforzándose por ser, la edad presente, que es todavía parte de este crecimiento y, por tanto, una realización mediada, y una finalidad en la que Dios es consciente y consumadamente Él mismo para Sí mismo.

No se dispuso de información auténtica sobre la nueva filosofía positiva (positive Philosophie) de Schelling hasta después de su muerte en Bad Ragaz, el 20 de agosto de 1854. Sus hijos publicaron entonces cuatro volúmenes de sus conferencias berlinesas: vol. i. Introducción a la filosofía de la mitología (1856); ii. Filosofía de la mitología (1857); iii. y iv. Filosofía de la revelación (1858).

## Publicaciones de Schelling

### Obras completas
- Sämtliche Werke, ed. de K. F. A. Schelling, J. G. Cotta, Stuttgart, 1856-1861.
- Schellings Werke, ed. de M. Schröter, C. H. Beck, München, 1927-1965.
- Historisch-Kritische Ausgabe, ed. de H. M. Baumgartner y otros, Frommann-holzboog, Stuttgart, desde 1976 (no completada).

### Otras ediciones de obras de Schelling
- Die Weltalter. Fragmente. In den Urfassungen von 1811 und 1813, ed. de M. Schröter, C. H. Beck, München, 1946.
- Initia philosophiae universae. Erlanger Vorlesung WS 1820/21, ed. de H. Fuhrmans, H. Bouvier u. Co., Bonn, 1969.
- Stuttgarter Privatvorlesungen, ed. de M. Vetö, Bottega d’Erasmo, Torino, 1973.
- Das Absolute und die Wirklichkeit in Schellings Philosophie: mit der Erstedition einer Handschrift aus dem Berliner Schelling-Nachlaß, ed. de B. Loer, Walter de Gruyter, Berlín, 1974.
- Schellingiana Rariora, ed. de Luigi Pareyson, Bottega d’Erasmo, Torino, 1977.
- System der Weltalter. Münchener Vorlesung 1827/28 in einer Nachschrift von Ernst von Lasaulx, ed. de S. Peetz, Klostermann, Frankfurt, 1990.
- Philosophische Entwürfe und Tagebücher (1809–1813). Philosophie der Freiheit und der Weltalter, ed. de H. G. Sandkühler y otros, Felix Meiner, Hamburg, 1994.
- ‚Timaeus’ (1974), ed. de H. Buchner y H. Krings, Frommann-holzboog, Stuttgart-Bad Cannstatt, 1994.

### Cartas y documentos
- Aus Schellings Leben in Briefen (3 vols.), ed. de G. L. Plitt, Hirzel, Leibzig, 1869-1870.
- Briefwechsel mit Niethammer von seiner Berufung nach Jena, ed. de V. G. Dammköhler, Felix Meiner, Leibzig, 1913.
- Schelling und Cotta. Briefwechsel 1803–1849, ed. de H. Fuhrmans y L. Lohrer, Ernst Klett Verlag, Stuttgart, 1965.
- Fichte-Schelling Briefwechsel, ed. de W. Schulz, Surhkamp, Frankfurt am Main, 1968.
- Briefe und Dokumente (2 vols.), ed. de H. Fuhrmans, Bouvier, Bonn, 1962–1973.
- Schelling im Spiegel seiner Zeitgenossen (3 vols.), ed. de X. Tilliette, Bottega d’Erasmo, Torino-Milano, 1974-1988.
- Philosophische Entwürfe und Tagebücher (1809-1813). Philosophie der Freiheit und der Weltalter, ed. de H. J. Sandkühler, L. Knatz y M. Schraven, Felix Meiner Verlag, Hamburg, 1990.

### Libros de Schelling traducidos al español
- Bruno o sobre el principio divino y natural de las cosas, Imprenta Angulo, Madrid, 1887. Traducción de A. Zozaya.
- Filosofía del arte, Nova, Buenos Aires, 1949. Estudio preliminar de E. Pucciarelli y traducción de E. Tabernig.
- La esencia de la libertad humana, Facultad de Filosofía y Letras de la Universidad de Buenos Aires, Buenos Aires, 1950. Estudio preliminar de C. Astrada y traducción J. Rovira Armengol.
- La relación de las artes figurativas con la naturaleza, Aguilar, Buenos Aires, 1954. Traducción y prólogo de A. Castaño Piñán. Reedición: La relación del arte con la naturaleza, Sarpe, Madrid, 1985.
- Bruno, Losada, Buenos Aires, 1957. Traducción H. R. Sanz.
- Lecciones sobre el método de los estudios académicos, Losada, Buenos Aires, 1965. Traducción de E. Tabernig.
- Sobre la esencia de la libertad humana y los temas con ellas relacionados, Juárez, Buenos Aires, 1969. Estudio preliminar de C. Astrada y traducción de A. Altman.
- Cartas sobre Criticismo y Dogmatismo, Gules, Valencia, 1984. Introducción de J. L. Villacañas y M. Ramos Valera. Traducción de J. L. Villacañas.
- Lecciones sobre el método de los estudios académicos, Editora Nacional, Madrid, 1984. Edición preparada por Mª A. Seijo Castroviejo.
- Bruno o sobre el principio divino y natural de las cosas, Orbis, Barcelona, 1985. Introducción y traducción de F. Pereña. Reeditada en: Folio, Barcelona, 2003.
- Sistema del idealismo trascendental, Anthropos, Barcelona, 1988. Traducción, prólogo y notas de J. Rivera de Rosales y V. López-Domínguez.
- Investigaciones filosóficas sobre la esencia de la libertad humana y los objetos con ella relacionados, Anthropos, Barcelona, 1989. Edición y traducción de H. Cortés y A. Leyte. Introducción de A. Leyte y V. Rühle. Reedición: Investigaciones filosóficas sobre la esencia de la libertad humana, RBA Coleccionables, Barcelona, 2002.
- Cartas sobre dogmatismo y criticismo, Tecnos, Madrid, 1993. Estudio preliminar y traducción de V. Careaga.
- Lecciones muniquesas para la historia de la filosofía moderna, Edinford, Málaga, 1993. Traducción de L. de Santiago Guervós. Revisión y puesta a punto: I. Falgueras, J. L. del Barco y J. A. García González. Estudio introductorio de I. Falgueras Salinas.
- Las edades del mundo, Cerro Alegre, Viña del Mar (Chile), 1993. Traducción de H. R. Ochoa. Reedición: EDEVAL, Valparaíso (Chile), 1997.
- Disertación sobre la fuente de las verdades eternas, Universidad Complutense, Madrid, 1997. Traducción de R. Rovira.
- Filosofía de la revelación. I. Introducción, Universidad de Navarra, Pamplona, 1998. Estudio preliminar y traducción de J. Cruz Cruz.
- Filosofía del arte, Tecnos, Madrid, 1999. Estudio preliminar, traducción y notas de V. López-Domínguez.
- Prólogo a un escrito filosófico del señor Victor Cousin (1834), Editorial Complutense, Madrid, 2001. Introducción de C. Fernández Liria. Traducción de C. Rodríguez Sáenz de la Calzada, revisada por Mª J. Callejo Herranz.
- Las edades del mundo. Textos de 1811 a 1815, Akal, Madrid, 2002. Edición de J. Navarro Pérez y prólogo de P. David.
- El «Discurso de la Academia». Sobre la relación de las artes plásticas con la naturaleza (1807), Biblioteca Nueva, Madrid, 2004. Introducción de A. Leyte. Cronología, bibliografía, traducción y notas de H. Cortés y A. Leyte.
- Del Yo como principio de la filosofía o Sobre lo incondicionado en el saber humano, Trotta, Madrid, 2004. Estudio preliminar y traducción de I. Giner Comín y F. Pérez-Borbujo Álvarez.
- Panorama general de la literatura filosófica más reciente, Abada, Madrid, 2006. Traducción, introducción y notas de Vicente Serrano Marín.
- Cartas filosóficas sobre dogmatismo y criticismo, Abada, Madrid, 2009. Edición bilingüe de Edgar Maraguat.
- Friedrich Wilhelm Joseph von Schelling (2012).  Raúl Gabás, ed. Obra completa. Biblioteca de Grandes Pensadores. Madrid: Editorial Gredos. ISBN 978-84-249-3650-1.
- Clara. Un diálogo sobre la muerte. Santiago: Editorial Universitaria, 2015. ISBN 9789561124608

### Estudios sobre Schelling en español
- AUGUSTO, R., «La polémica epistolar entre Schelling y Eschenmayer», en: Anuario Filosófico, Universidad de Navarra, Vol. XL/3, 2007, pp. 623-645.
- ― «La filosofía de la identidad de Schelling: lo absoluto como perfecta unidad», en: Laguna. Revista de Filosofía, n.º 24, Universidad de La Laguna, marzo de 2009, pp. 33-45.
- ― «La libertad incondicionada del yo absoluto en el joven Schelling», en: Thémata. Revista de Filosofía, Universidad de Sevilla, n.º 41, 2009, pp. 39-56.
- ― «La crítica de Schelling a la filosofía de Spinoza», en: Estudios Filosóficos, Instituto Superior de Filosofía de Valladolid, vol. LVIII, n.º 168, mayo-agosto de 2009, pp. 293-311.
- ― «La evolución intelectual del último Schelling: filosofía positiva y filosofía negativa», en: Anuario Filosófico, Universidad de Navarra, Vol. 42, n.º 96, 2009, pp. 577-600.
- ― «Schelling y el mal en 1809», en: Convivium. Revista de Filosofía, Universidad de Barcelona, n.º 23, 2010, pp. 73-90.
- ― «Las Stuttgarter Privatvorlesungen de Schelling: Dios, libertad y potencias», en: Cuadernos Salmantinos de Filosofía, Universidad Pontificia de Salamanca, n.º 37, 2010, pp. 173-189.
- BEIERWALTES, W., «El neoplatonismo de Schelling», en: Anuario Filosófico, V. XXXIII/2, 2000, pp. 395-442.
- CACCIARI, M., «Schelling y Rosenzweig. Sobre el presupuesto», en: Er. Revista de Filosofía, n.º 6, 1988, pp. 121-144.
- CARDONA SUÁREZ, L. F., Inversión de los principios. La relación entre libertad y mal en Schelling, Comares, Granada, 2002.
- CARRASCO CONDE, A.,La limpidez del mal. El mal y la historia en la filosofía de F. W. J. Schelling, Plaza y Valdés, Madrid, 2013.
- COLOMER, E., El pensamiento alemán de Kant a Heidegger. El idealismo: Fichte, Schelling y Hegel (vol. II), Herder, Barcelona, 2001, pp. 91-130.
- CRUZ CRUZ, J., Ontología de la razón en el último Schelling, Universidad de Navarra, Pamplona, 1993.
- DIOSDADO GÓMEZ, C., Más allá de la teoría. Los primeros escritos de Schelling (1794-1799), Kronos, Sevilla, 1997.
- DUQUE, F., Historia de la filosofía moderna. La era de la Crítica, Akal, Madrid, 1998, pp. 247-319 y pp. 907-974.
- ― «La puesta en libertad de la filosofía. El concepto de la libertad y la libertad del concepto en Schelling», en: Daimon. Revista de Filosofía, n.º 16, enero–junio de 1998, pp. 41-56 (ver enlaces externos).
- FALGUERAS, I. (ed.), Los comienzos filosóficos de Schelling, Universidad de Málaga, Málaga, 1988.
- FERNÁNDEZ-BEITES, P., «Individuación y mal. Una lectura de Schelling», en: Revista de Filosofía, n.º 10, 1993, pp. 413-437.
- FERNÁNDEZ LORENZO, M., «Schelling y el empirismo», en: Teorema, Vol. XX/1-2, 2001, pp. 95-106.
- GALÁN, ILIA, "El Romanticismo: Schelling o el arte divino", Madrid, Endymión, 1999.
- HEGEL, G. W. F., Diferencia entre los sistemas de filosofía de Fichte y Schelling, Tecnos, Madrid, 1990.
- HEIDEGGER, M., Schelling y la libertad humana, Monte Ávila, Caracas, 1985.
- JAMME, C., «El mythos en Hegel y en la última filosofía de Schelling», en: Er, Revista de Filosofía, n.º 12/13, 1992, pp. 107-125.
- LEYTE COELLO, A. (ed.), Una mirada a la filosofía de Schelling. Actas del Congreso Internacional Transiciones y pasajes: naturaleza e historia en Schelling, Universidade de Vigo, Vigo, 1999.
- LEYTE COELLO, A., «Los orígenes de la filosofía de Schelling», en: Er, Revista de Filosofía, n.º 12/13, 1991, pp. 75-105.
- ― Las épocas de Schelling, Akal, Madrid, 1998.
- LÓPEZ-DOMÍNGUEZ, V., Schelling (1775–1854) , Ediciones del Orto, Madrid, 1995.
- PÉREZ-BORBUJO ÁLVAREZ, F., Schelling, el sistema de la libertad, Herder, Barcelona, 2004.
- SANDKÜHLER, H. J., «Schelling: Filosofía como historia del ser y antipolítica», en: Er. Revista de Filosofía, n.º 6, 1988, pp. 51-71.
- SERRANO MARÍN, V. Absoluto y conciencia. Una introducción a Schelling, Plaza y Valdés, Madrid, 2009.
- VALLS, R., «Schelling, libertad y positividad», en: BERMUDO, J. M. (ed.), Los filósofos y sus filosofías (vol. 2), Vicens-Vives, Barcelona, 1983, pp. 391-433.
- VILLACAÑAS, J. L., «Introducción: La ruptura de Schelling con Fichte», en: Schelling. Antología, Península, Barcelona, 1987, pp. 7-30.
- ― La filosofía del idealismo alemán (2 vols.), Síntesis, Madrid, 2001 (pp. 171-263 [vol. I]; pp. 180-214 y 287-320 [vol. II]).